# Oleh Prychodko
Oleh Prychodko (ukrainisch Олег Приходько, englisch Oleg Prihodko; * 3. Oktober 1997 in Pawlohrad) ist ein ukrainischer Tennisspieler.

## Karriere
Prychodko spielte auf der ITF Junior Tour und erreichte dort im Januar 2015 mit Rang 126. seinen Bestwert.
2016 spielte er bei den Profis und dort auf der drittklassigen ITF Future Tour. 2017 gelangen ihm im Doppel mit drei Titeln die ersten Erfolge, wodurch er erstmals in die Top 500 der Tennisweltrangliste einzog. 2018 schaffte er im Einzel den Einzug unter die Top 1000. Im Doppel sammelte er weiter Future-Titel; bis Ende 2021 hatte er 14 gewonnen. Das Jahr 2019 mit 5 Titeln war das erfolgreichste.  Dennoch erreichte er im Doppel im Mai 2018 seinen bisherigen Höchstwert in der Doppel-Rangliste. Im Einzel erreichte er 2019 zunächst sein erstes Finale auf Future-Ebene. Diesem Erfolg folgte 2021 ein weiteres Finale, das er gewann.
Ende 2021, bei seinem ersten Turnier der ATP Challenger Tour im Einzel, startete Prychodko in der Qualifikation, schlug dann im Hauptfeld einige deutlich über ihm platzierte Spieler wie Cem İlkel (ATP 144) und kam ins Finale. Darin unterlag er dem Russen Jewgeni Tjurnew. So konnte er sein Karrierehoch auf Platz 510 im März 2022 verbessern. Im Doppel kam er bei vier Challengerturnieren nicht über das Viertelfinale hinaus. Anfang 2022 gewann er zwei weitere Futures.

## Erfolge
| Legende (Anzahl der Siege)  |
| Grand Slam                  |
| ATP World Tour Finals       |
| ATP World Tour Masters 1000 |
| ATP World Tour 500          |
| ATP World Tour 250          |
| ATP Challenger Tour (4)     |

### Doppel

#### Turniersiege
| Nr. | Datum           | Turnier                  | Belag         | Partner               | Finalgegner                      | Ergebnis          |
| --- | --------------- | ------------------------ | ------------- | --------------------- | -------------------------------- | ----------------- |
| 1.  | 30. Juli 2022   | San Benedetto del Tronto | Sand          | Wladyslaw Manafow     | Fábián Marozsán Lukáš Rosol      | 4:6, 6:3, [12:10] |
| 2.  | 27. August 2022 | Banja Luka               | Sand          | Wladyslaw Manafow     | Fabian Fallert Hendrik Jebens    | 6:3, 6:4          |
| 3.  | 14. Januar 2023 | Tigre                    | Sand          | Daniel Dutra da Silva | Chung Yun-seong Christian Langmo | 6:2, 6:2          |
| 4.  | 15. März 2025   | Cherbourg                | Hartplatz (i) | Witalij Satschko      | Lukáš Pokorný Giorgio Ricca      | 6:2, 6:2          |